# 30438 Yongikbyun
30438 Yongikbyun este o planetă minoră (asteroid), cu un diametru de 5,25 km, din centura de asteroizi. A fost descoperită pe 3 iunie 2000 la Stația Anderson Mesa de Lowell Observatory Near-Earth-Object Search. 
Obiectul prezintă o orbită caracterizată de o semiaxă mare de 2,8046781 UAi, o excentricitate de 0,16, o înclinație de 10,55768 ° în raport cu ecliptica.